# Porsche Panamera
O Panamera é um automóvel de luxo sedã de 4 portas de porte grande lançado pela Porsche em 2009. Tem motorização dianteira V6 e V8 feitos em Stuttgart, a carroçaria é fornecida já pintada pela fábrica da Volkswagen localizada em Hanôver, e a montagem final ocorre em Leipzig. Treze cores e combinações de materiais podem ser escolhidas para o interior do Panamera. As versões são S, 4S e Turbo. Nas duas versões mais “fracas”, o porta-malas tem capacidade para 445 litros, enquanto a Turbo tem 432 litros.

## Versões atuais

### Panamera S
O Porsche Panamera S tem preços que se iniciam nos 94.575 euros, e conta com um motor 4.8 V8 32 válvulas de 400 cavalos. A tração é integral com uma caixa PDK de sete mudanças e dupla embreagem. Acelera dos 0–100 km/h em 5,4 segundos, com uma velocidade máxima de 283 km/h. O consumo é de 10,8 litros a cada 100 quilômetros, o que dá um pouco menos de 10 km/l.

### Panamera 4S
O Porsche Panamera 4S tem o mesmo motor de 400 cavalos, mas vêm equipado com tração integral. Ele acelera de 0-100 em 5 segundos e vai até 282 km/h. Seu consumo é de mais ou menos 9 km/l, e o preço é de 102.251 euros.

### Panamera Turbo
No topo da linha fica o Porsche Panamera Turbo, com o mesmo motor 4.8 V8 mas impulsionado por dois turbos, que elevam a potência dele para 500 cavalos. O câmbio é o PDK de sete marchas de série, e a aceleração de 0-100 é feita em 4,2 segundos. A máxima é de 303 km/h, com consumo um pouco abaixo dos 9 km/l.O seu motor é dianteiro, e seu preço é de 135.154 euros.
No início da produção, o Panamera vai ter apenas versões V8, com tração traseira ou integral.

### Porsche Panamera Sport Turismo
O Panamera Sport Turismo é uma perua conceito apresentada 2013

## Primeira geração (2009)

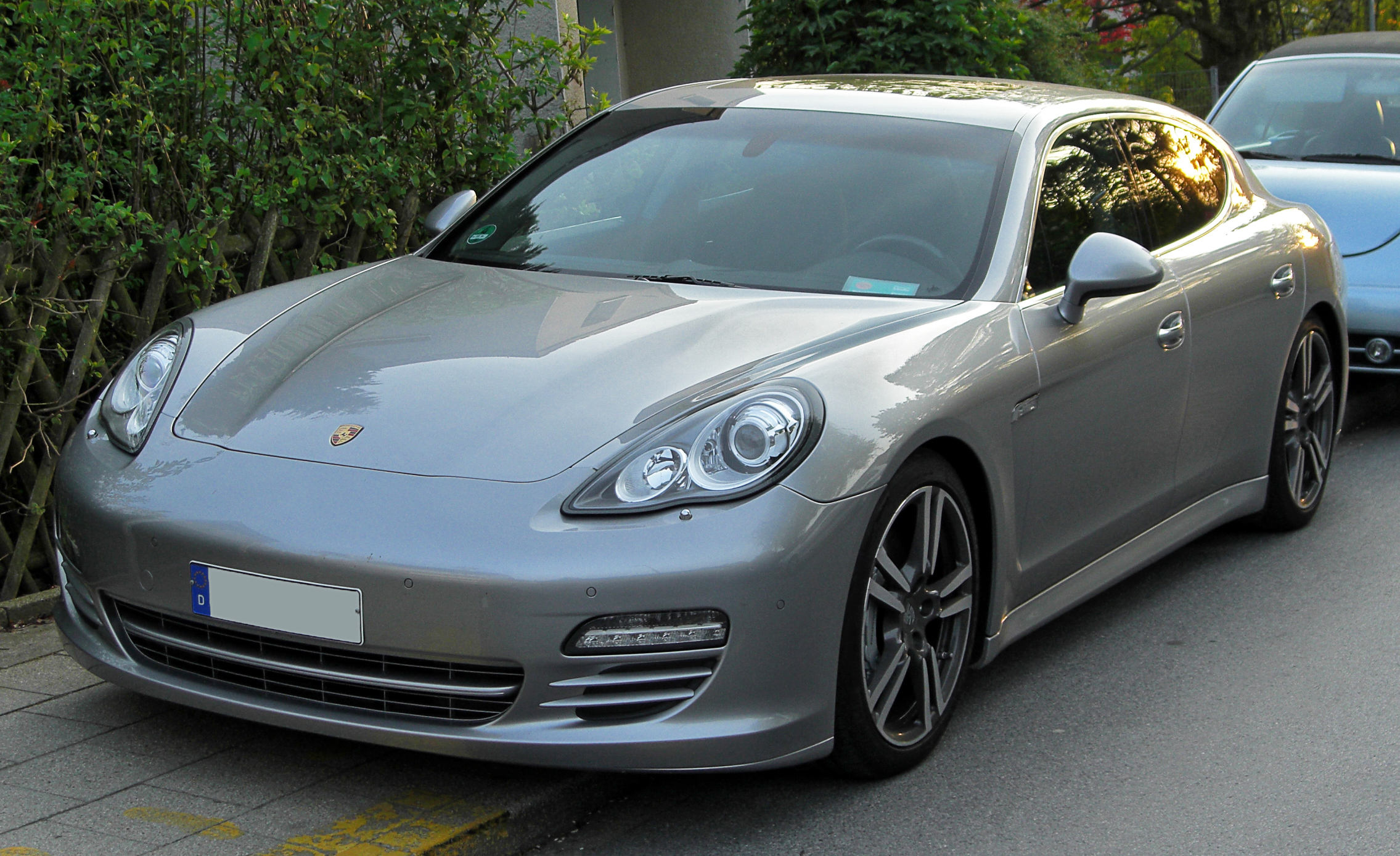
Primeira geração (2009-2016)

O Porsche Panamera (970) foi lançado em 2009, nas versões Panamera S, 4S e Turbo com motor V8.

## Segunda geração (2016)

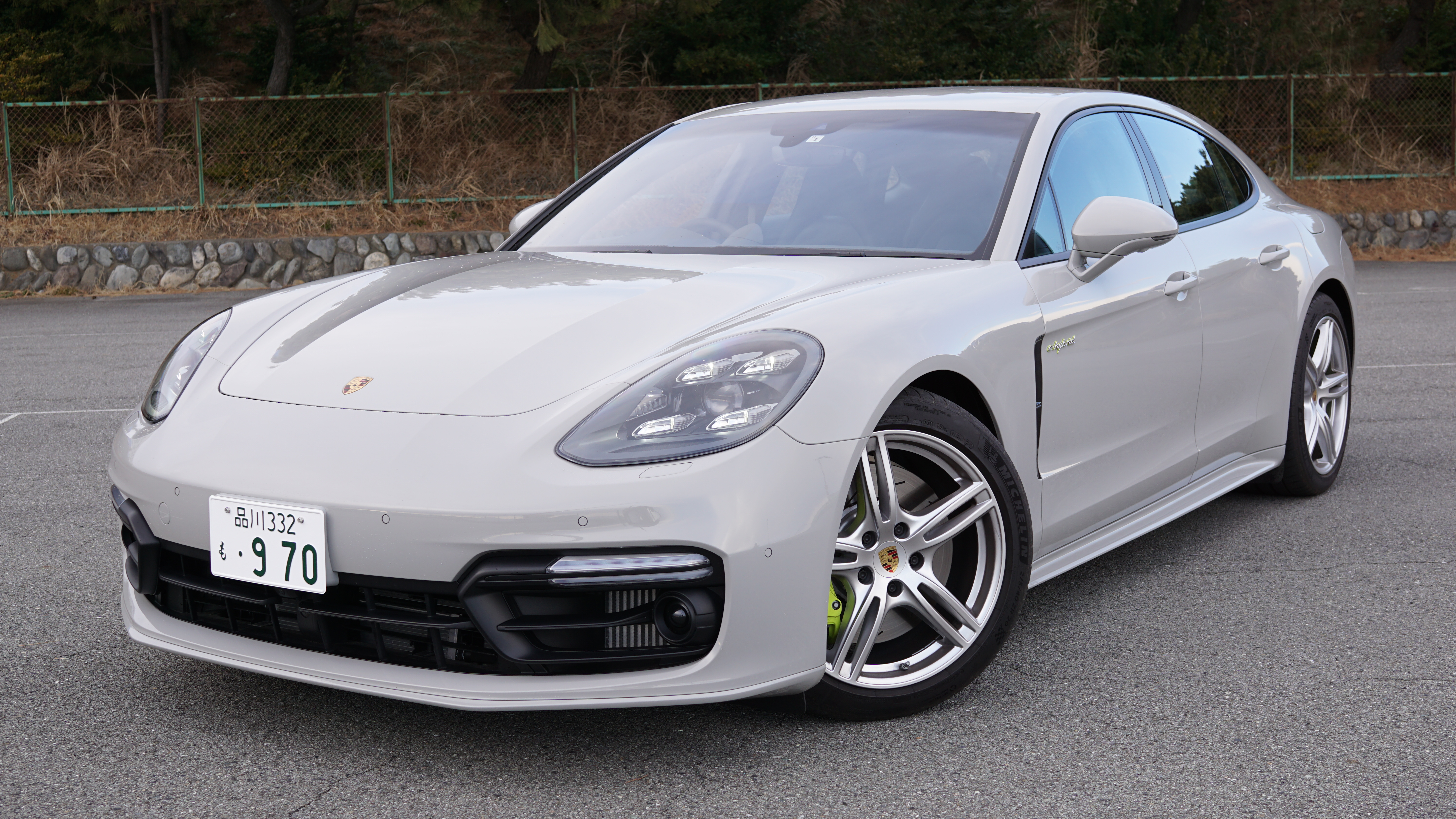
Segunda geração (2016-2023)

O Porsche Panamera (971) foi lançado em 2016.

## Terceira geração (2023)

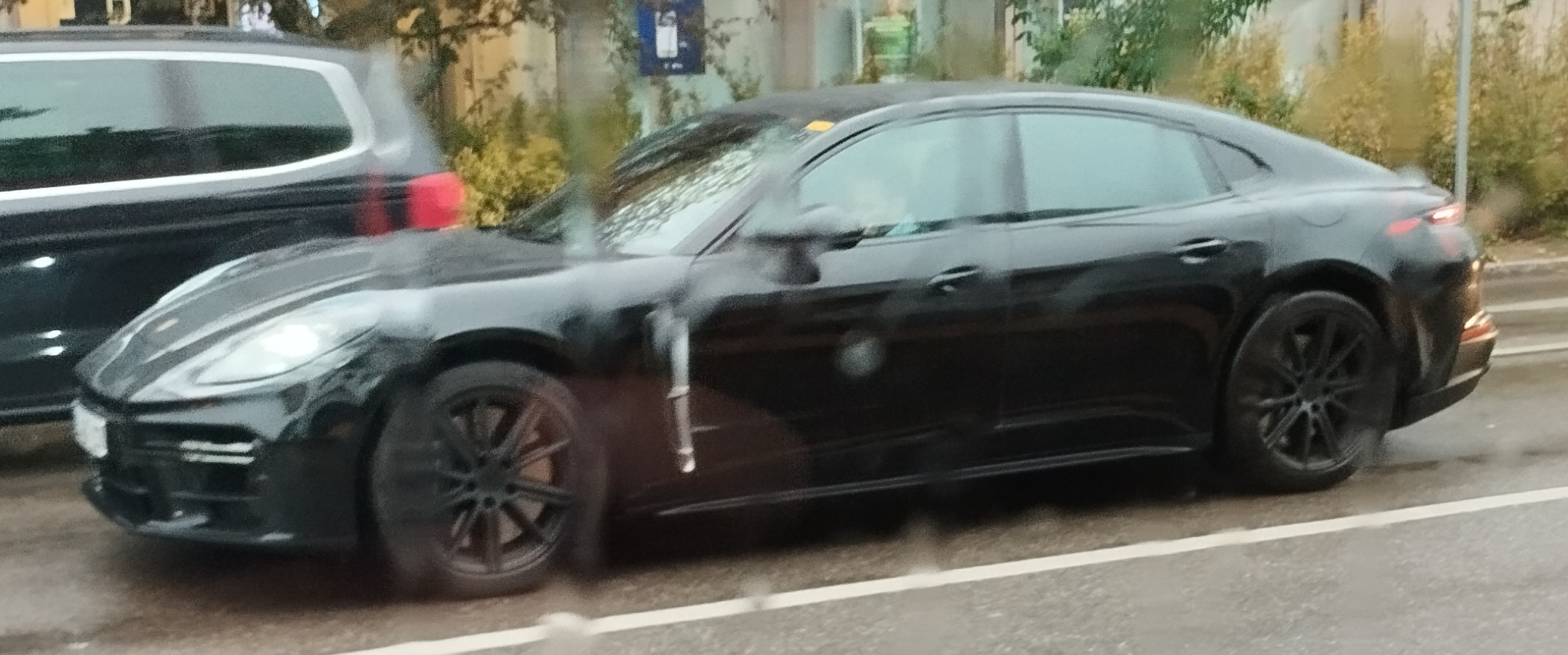
Prototipo da terceira geração (2023-)

O Porsche Panamera (972) foi lançado em 2023.

## Quarta geração (?)
A quarta geração do Porsche Panamera ainda não foi lançada oficialmente, no entanto, diversas fontes da indústria avançam que será uma versão 100% elétrica, à semelhança do que aconteceu com o Porsche Macan.